# Aphyosemion etsamense
Aphyosemion etsamense es una especie de pez de la familia de los aplocheílidos en el orden de los ciprinodontiformes.

## Morfología
Los machos pueden alcanzar los 3,2 cm de longitud total.

## Distribución geográfica
Se encuentran en África: noroeste de Gabón.